# باشگاه وایت

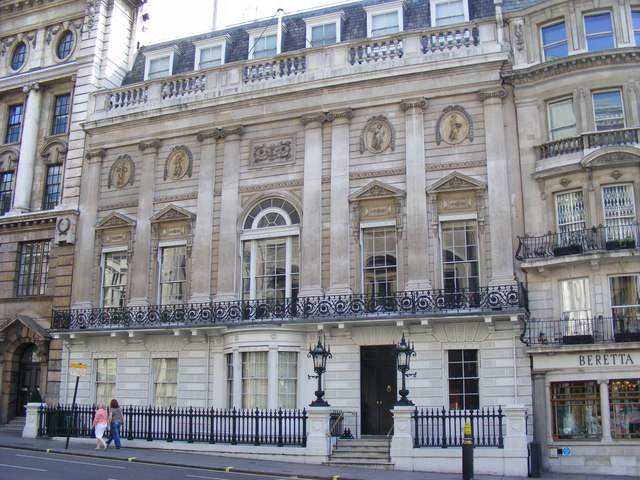
نمایی از باشگاه وایت

باشگاه وایت (به انگلیسی: White’s Club) یک باشگاه مردانهٔ در لندن است که خیابان چهارم چسترفیلد (به انگلیسی: Chesterfield) در سال ۱۹۶۳ میلادی توسط مهاجر ایتالیایی فرانچسکو بیانکو (همچنین به «فرانسیس سفید» شناخته می‌شود) تشکیل شده‌است. این مکان در اصل برای فروش شکلات داغ و فروش اشیاء نایاب و گران در آن زمان تأسیس‌شده بود (و منبع عنوان اصلی آن «خانهٔ شکلاتی خانم وایت» بود)